# Wyspy Dziewicze Stanów Zjednoczonych na Zimowych Igrzyskach Olimpijskich 2022
Wyspy Dziewicze Stanów Zjednoczonych na Zimowych Igrzyskach Olimpijskich 2022 – występ kadry sportowców reprezentujących Wyspy Dziewicze Stanów Zjednoczonych na igrzyskach olimpijskich, które odbyły się w Pekinie, w Chińskiej Republice Ludowej, w dniach 4-20 lutego 2022 roku.
Reprezentacja Wysp Dziewiczych Stanów Zjednoczonych liczyła jednego zawodnika - kobietę.
Był to ósmy start Wysp Dziewiczych Stanów Zjednoczonych na zimowych igrzyskach olimpijskich.

## Reprezentanci

### Skeleton
| Zawodnik         | Konkurencja  | Ślizg 1 | Ślizg 1 | Ślizg 2 | Ślizg 2 | Ślizg 3 | Ślizg 3 | Ślizg 4 | Ślizg 4 | Łącznie | Pozycja | Źródło |
| Zawodnik         | Konkurencja  | Czas    | Pozycja | Czas    | Pozycja | Czas    | Pozycja | Czas    | Pozycja | Łącznie | Pozycja | Źródło |
| ---------------- | ------------ | ------- | ------- | ------- | ------- | ------- | ------- | ------- | ------- | ------- | ------- | ------ |
| Katie Tannenbaum | ślizg kobiet | 1:06.48 | 25.     | 1:07.36 | 25.     | 1:04.84 | 25.     | NQ      | NQ      | 3:18.68 | 25.     | [ 1 ]  |